# Pituophis melanoleucus
Espèce
Synonymes
- Coluber melanoleucus Daudin, 1803
- Churchilla bellona Baird & Girard, 1852

Statut de conservation UICN

 LC  : Préoccupation mineure
Pituophis melanoleucus  est une espèce de serpents de la famille des Colubridae.

## Répartition
Cette espèce est endémique des États-Unis. Elle se rencontre au New Jersey, en Virginie, au Virginie-Occidentale, au Kentucky, au Tennessee, en Caroline du Nord, en Caroline du Sud, en Géorgie, en Alabama, au Mississippi et en Louisiane.

## Liste des sous-espèces
Selon The Reptile Database (18 mars 2012) :
- Pituophis melanoleucus lodingi Blanchard, 1924
- Pituophis melanoleucus melanoleucus (Daudin, 1803)
- Pituophis melanoleucus mugitus Barbour, 1921

## Publications originales
- Daudin, 1803 : Histoire Naturelle, Générale et Particulière des Reptiles ; Ouvrage Faisant suite à l'Histoire Naturelle Générale et Particulière, Composée par Leclerc de Buffon ; et Rédigée par C.S. Sonnini, Membre de Plusieurs Sociétés Savantes, vol. 6. Paris: F. Dufart.
- Barbour, 1921 : The Florida Pine snake. Proceedings of the New England Zoölogical Club, vol. 7, p. 117-118 (texte intégral).
- Blanchard, 1924 : A name for the Black Pituophis from Alabama. Papers of the Michigan Academy of Science, Arts and Letters, vol. 4, p. 531-532.